# Aslanbek Soltanowitsch Bulazew
Aslanbek Soltanowitsch Bulazew (russisch Асланбек Солтанович Булацев; * 1963 in der Nordossetischen ASSR, Russische SFSR, Sowjetunion) ist ein russisch-ossetischer Politiker; vom 22. Oktober 2008 bis 3. August 2009 war er Ministerpräsident der Republik Südossetien, zuvor arbeitete er für die russisch-föderale Steuerbehörde in Nordossetien, zuletzt als deren Chef.

## Leben
Bulazew absolvierte erfolgreich ein Studium mit dem Schwerpunkt Buchhaltung an der Finanzakademie von Nordossetien, bevor er 1986–2006 für die nordossetische Steuerfahndung arbeitete. 2006–2008 war er Präsident der russischen föderalen Steuerbehörde für Nordossetien, bevor er im Oktober 2008 vom Parlament der Republik Südossetien als Nachfolger des bereits im August 2008 zurückgetretenen Juri Morosow zum Ministerpräsidenten gewählt wurde. Im August 2009 wurde Bulazew überraschend „aus gesundheitlichen Gründen“ von Staatschef Eduard Kokoity entlassen. Zugleich wurde eine umfassende Regierungsumbildung angekündigt. Beobachter sahen die anhaltende Unzufriedenheit der verarmten südossetischen Bevölkerung als wahren Grund für die Entlassung Bulazews an.